# Балин, Николай Асигкритович
Николай Асигкритович Балин (1855—1935) — русский предприниматель и благотворитель, мануфактур-советник и статский советник, потомственный почётный гражданин.

## Биография
Родился в 1855 году во Владимирской губернии в семье Асигкрита Яковлевича Балина — предпринимателя и торговца, представителя купеческой династии Балиных, и его жены — Иларии Николаевны Балиной.

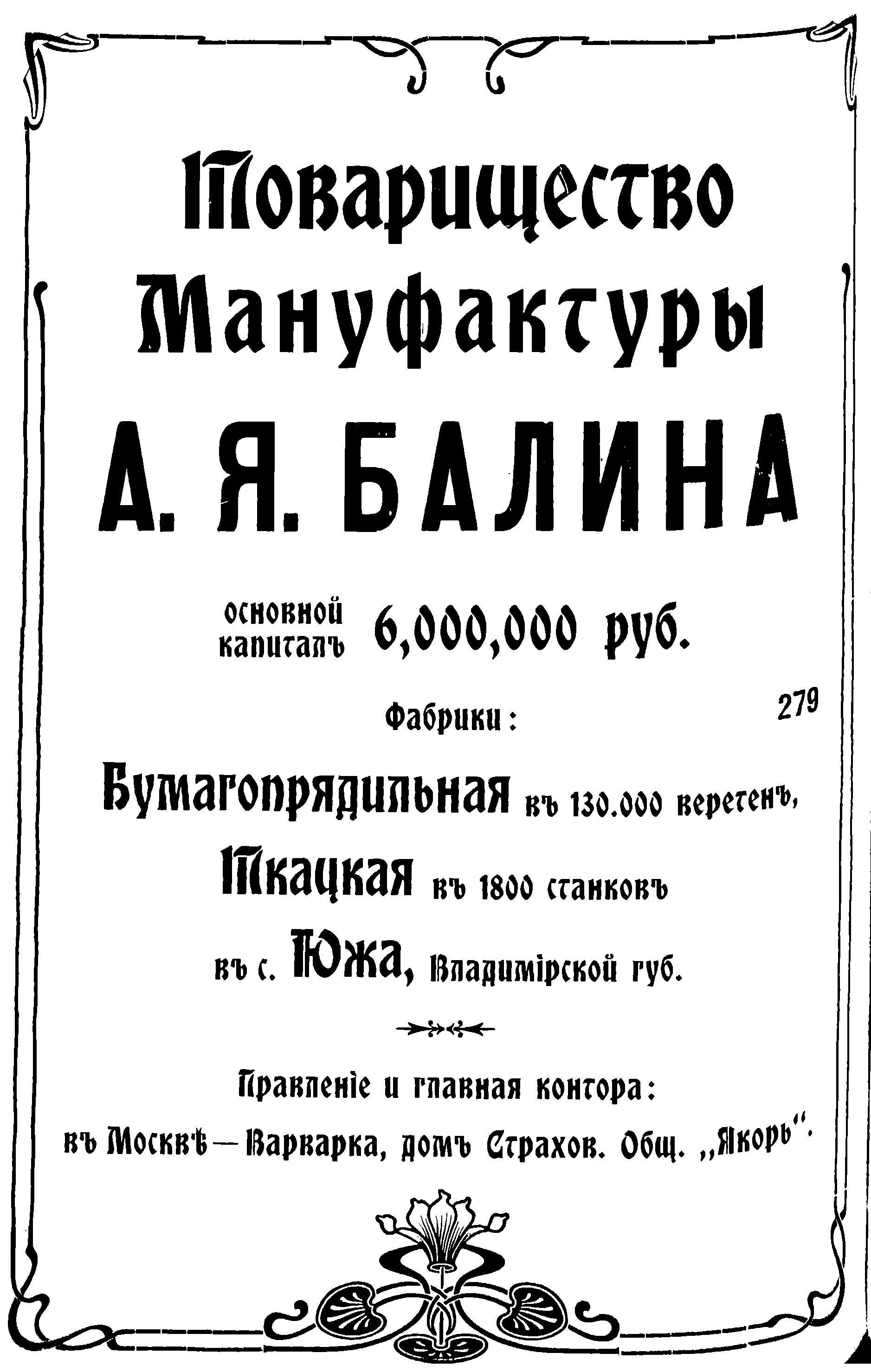
«Товарищество мануфактуры А. Я. Балина», 1909 год

Пошёл по стопам своего отца и, будучи директором-распорядителем «Товарищества мануфактуры А. Я. Балина», за 30 лет руководства товариществом увеличил его капитал вдвое, и он достиг 6 тысяч рублей; годовое производство пряжи, миткалей и других суровых тканей мануфактуры Балина достигало 10 млн рублей.
Николай Асигкритович был выборным Московского биржевого общества (в 1894—1909 и 1912—1918 годах), членом совета Московского Торгового банка и членом совета Российского Взаимного страхового союза. Также являлся почетным попечителем школ Покровского уезда Владимирской губернии, членом-попечителем Московского технического училища Комиссарова, губернским и уездным земским гласным Владимирской губернии.
В 1890-х годах Николай Асигкритович Балин купил имение в селе Воспушках, Покровского уезда, которая до этого принадлежала русскому генералу и сенатору Сергею Павловичу Шипову. Во «Владимирских епархиальных ведомостях», печатном органе Владимирской и Суздальской епархии, сообщалось, что в сентябре 1901 года при его участии в селе, происходило освящение нового придела при местном храме. В этом же журнале (№ 9 от 1900 года), сообщалось о награждённых орденом Святой Анны 3-й степени попечителя церковноприходской школы села Воспушки потомственного почётного гражданина Николая Асигкритовича Балина за учреждение в 1889 году в селе Воспушках церковно-приходской школы и содержание её с того времени из собственных средств. В селе также существовал также детский приют — «Убежище для детей имени Н. А. Балина».
Н. А. Балин умер в эмиграции в Болгарии в 1935 году.